# Mydaea obscurella
Mydaea obscurella este o specie de muște din genul Mydaea, familia Muscidae, descrisă de Malloch în anul 1921. Conform Catalogue of Life specia Mydaea obscurella nu are subspecii cunoscute.